# Зар
Зар (азерб. Zar, вірм. Ծար) — село у Кельбаджарському районі Азербайджану. Село було найвисокогірнішим у Нагірно-Карабаській Республіці та має давню історію. Село розташоване за 16 км на південний захід від районного центру — міста Карвачара.

## Історія
З кінця XII по кінець XV століття село в межах Верхнього Хачена, однієї з гілок вірменського князівства Хачен, де правили князя Допяни з резиденцією у фортеці Андаберд.
У складі Російської імперії село Зар входило до складу Джеванширського повіту Єлизаветпольської губернії.

## Пам'ятки
В селі розташована церква Св. Грігора 1274 р., церква Св. Аствацацін 17 століття, церква Св. Саркіса 1279 р., каплиця 12-13 ст., хачкар 12-17 ст., надгробні камені часів середньовіччя, фортеця 12-13 ст. та міст 13 ст.

## Галерея

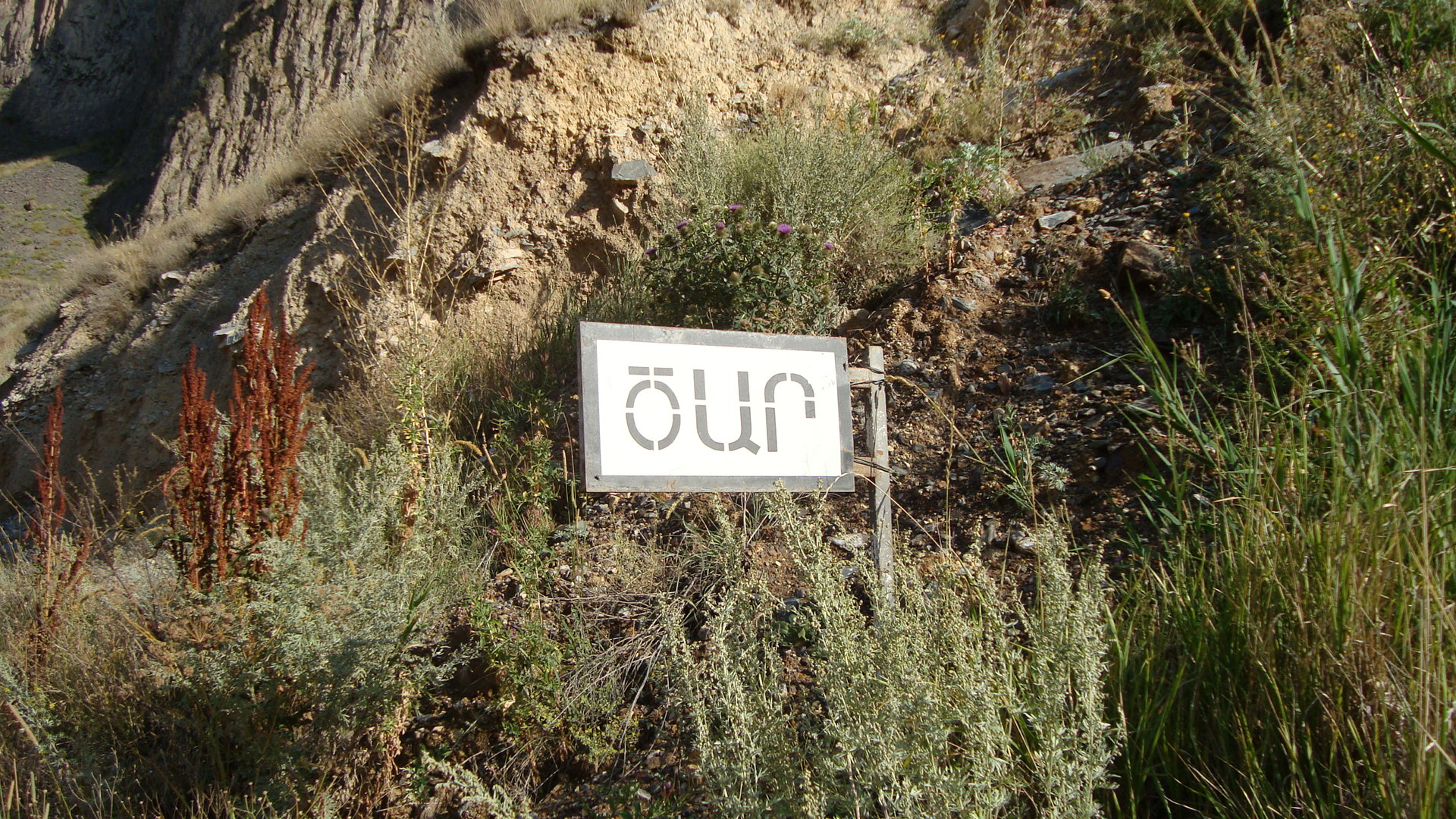
Дорожній знак при в'їзді в село
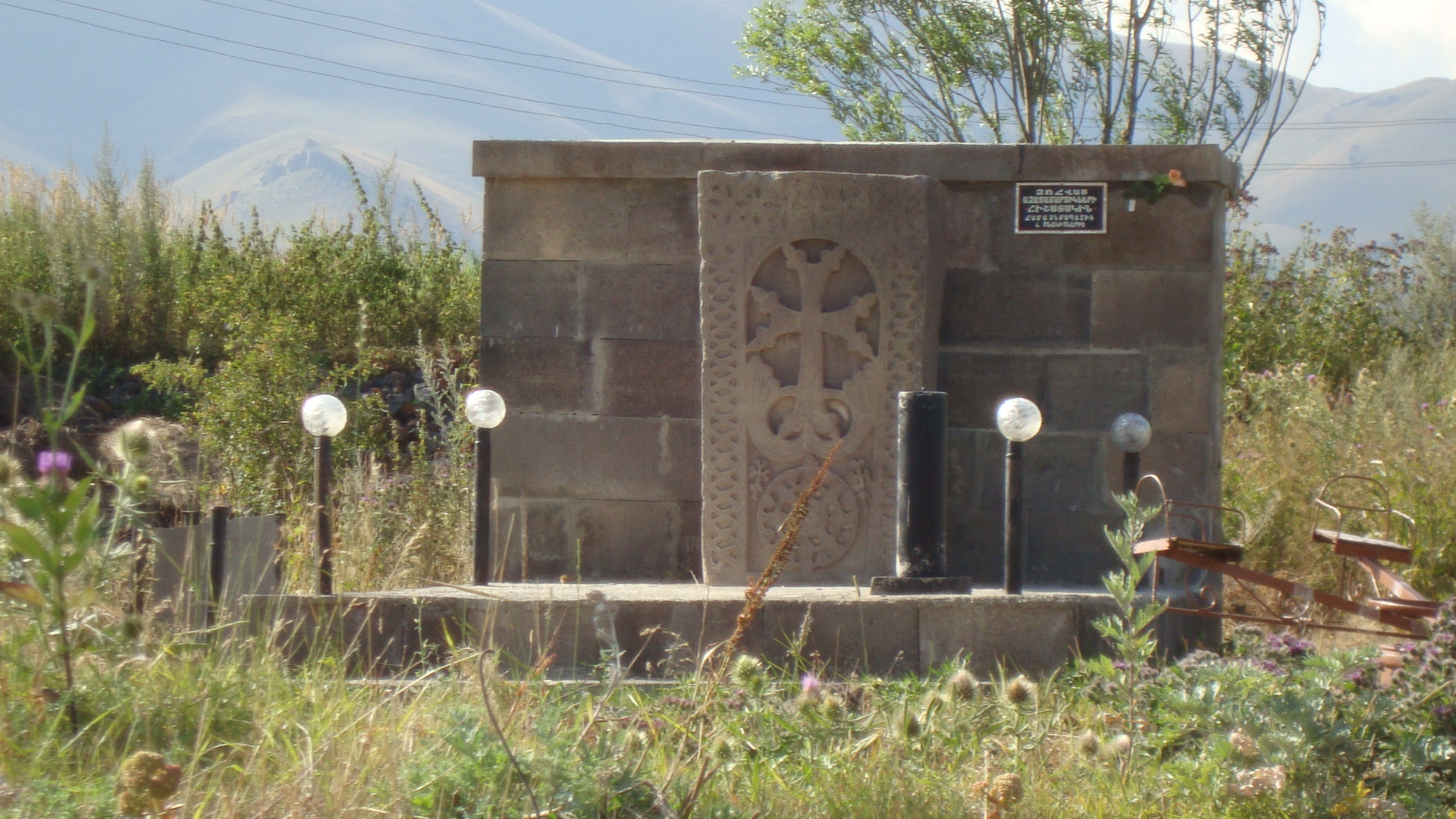
Пам'ятник вірменським азатамартікам (воїнам-визволителям)
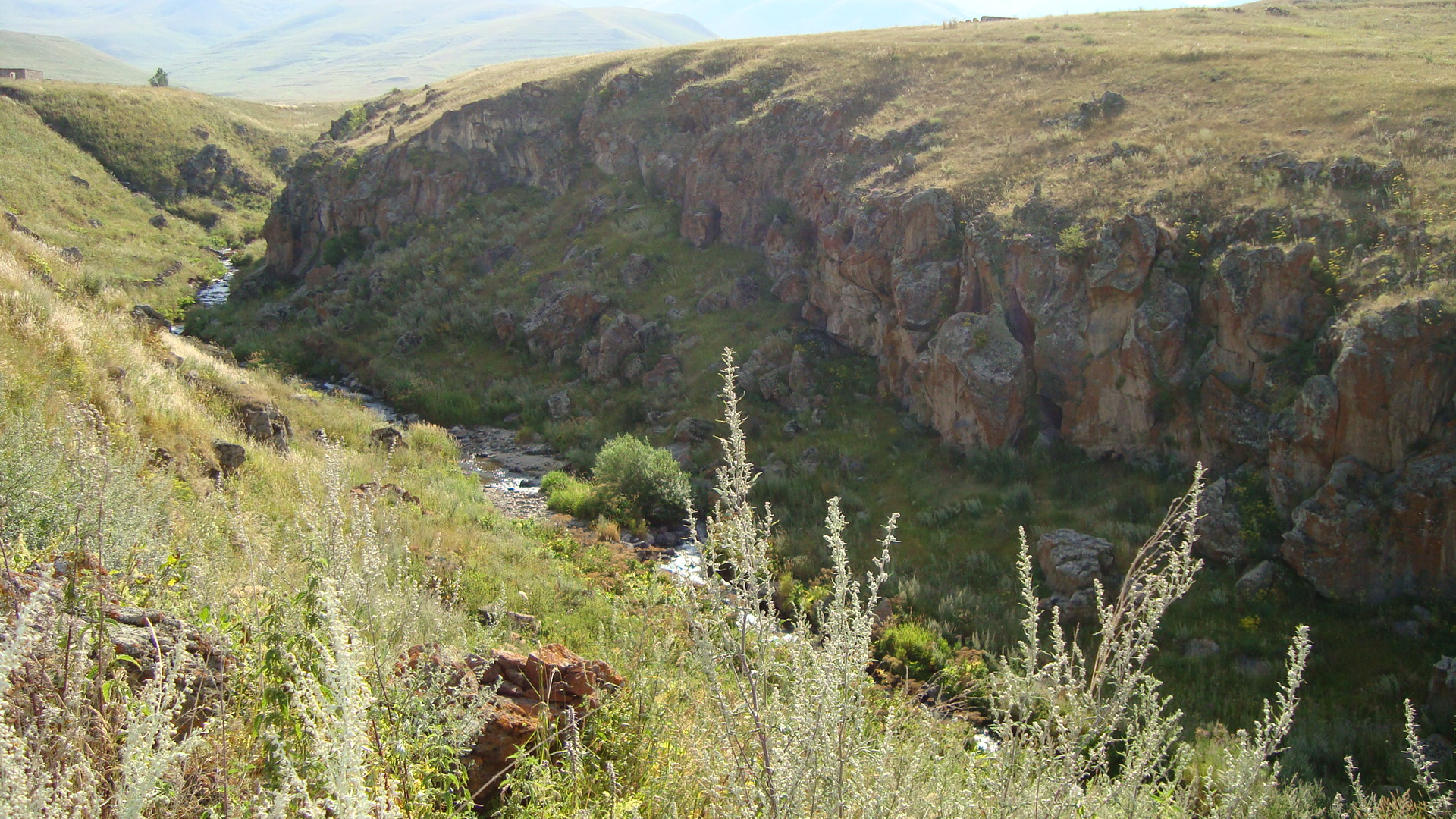
Одна з ущелин, оточуючих місто
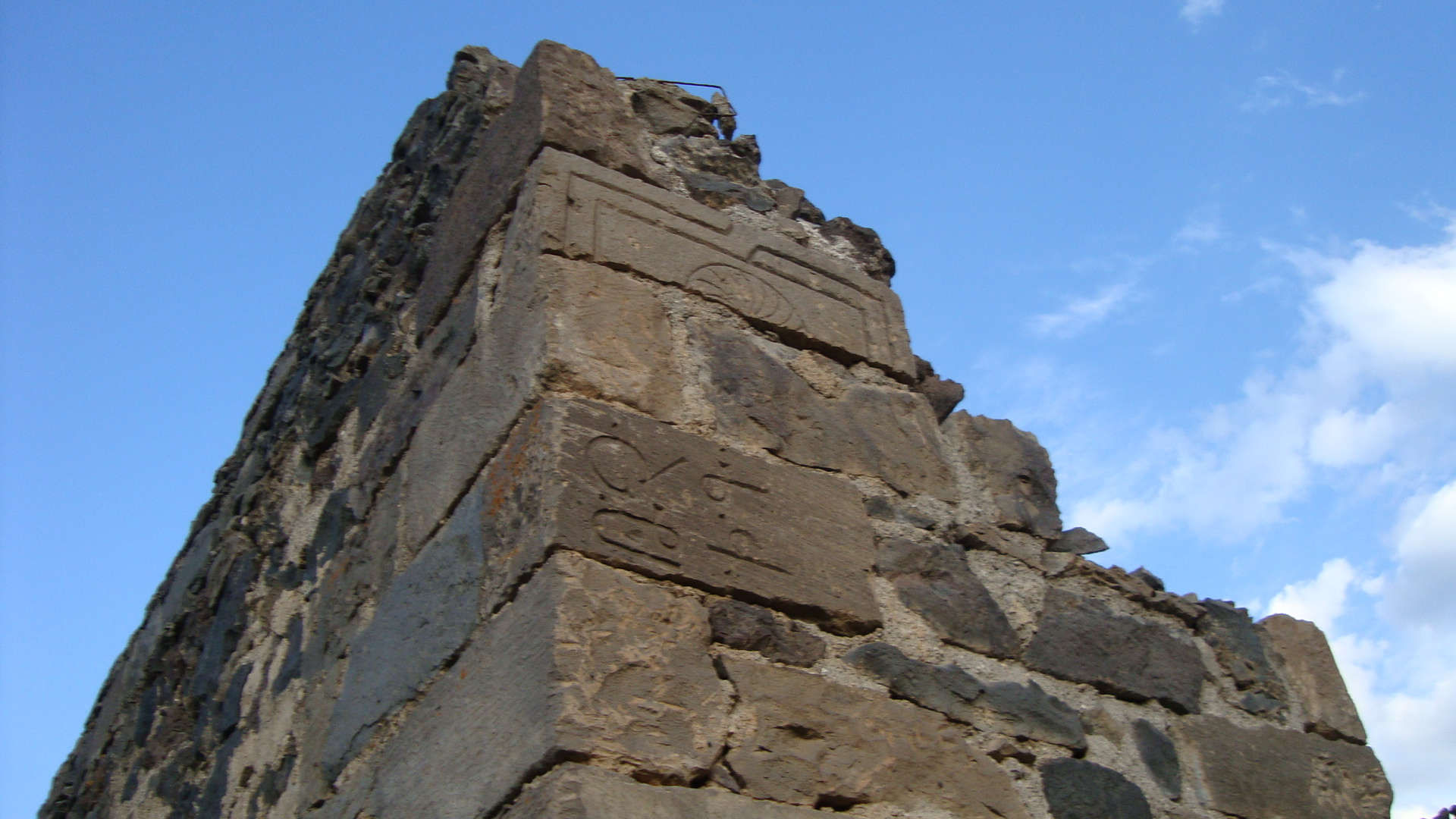
Згідно з вірменськими джерелами, руїни школи, збудованої з вірменських хачкарів
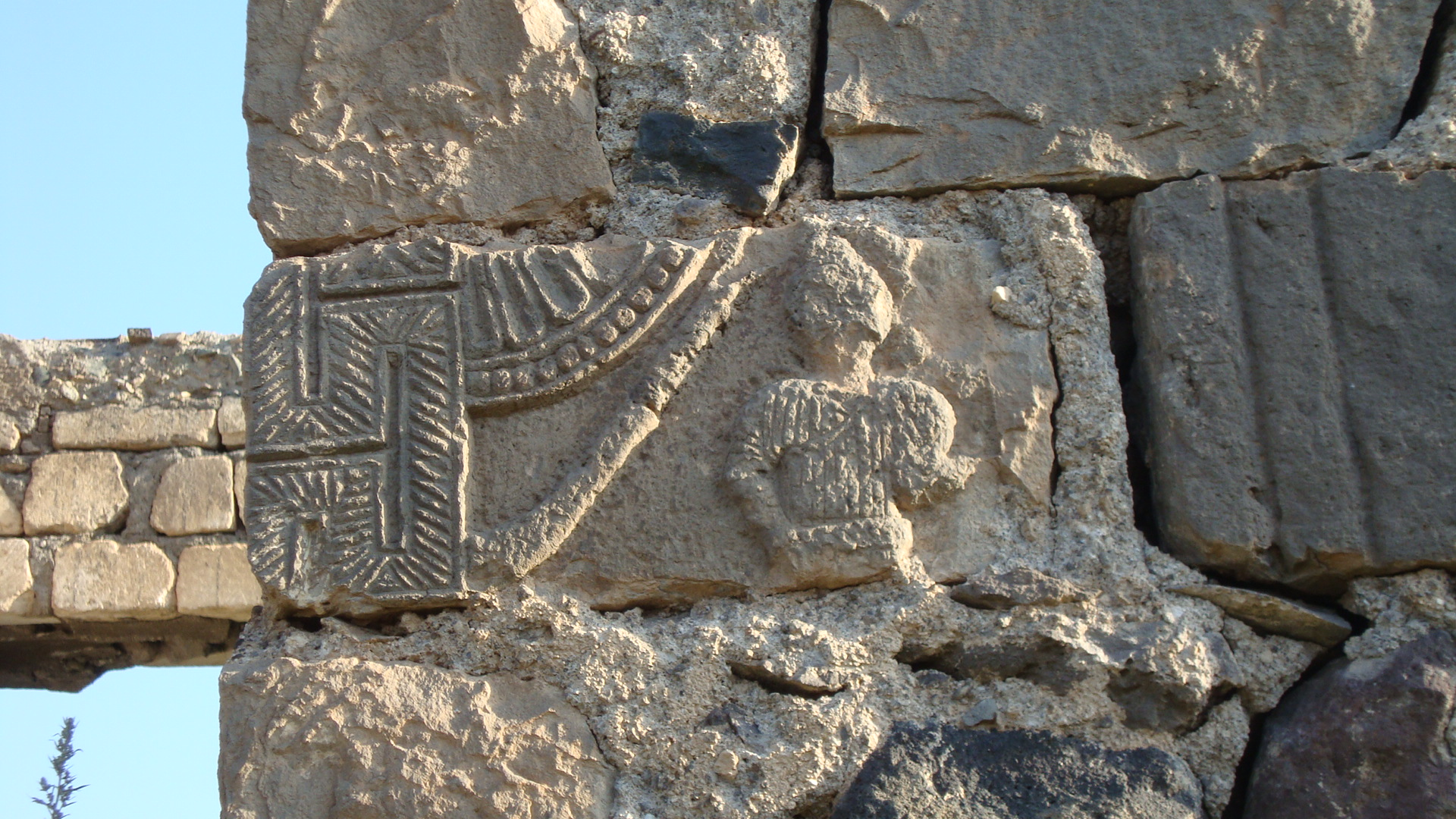
Фрагмент стіни старої школи
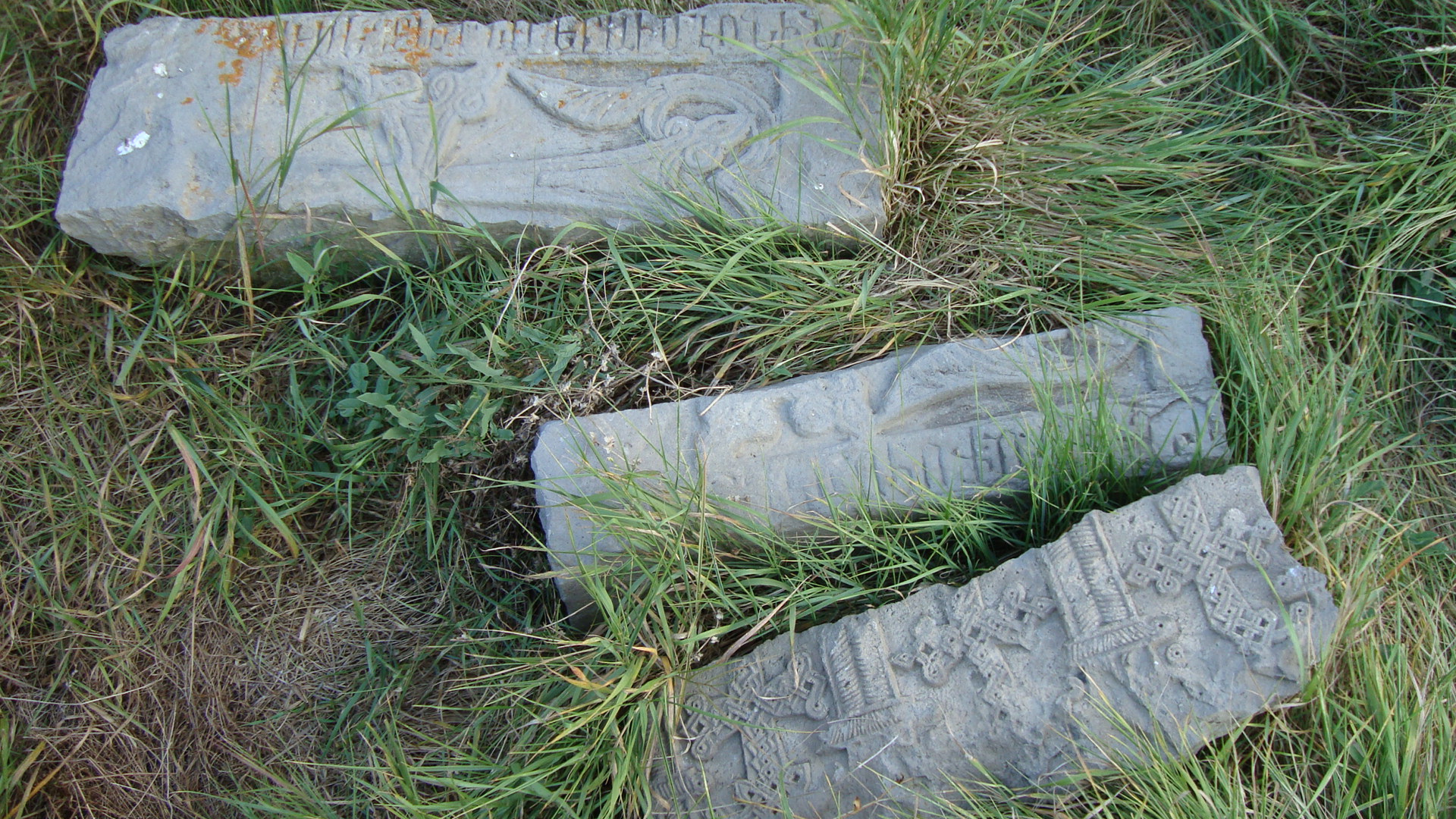
Зруйновані хачкари, відповідно до вірменських джерел, зі стін школи
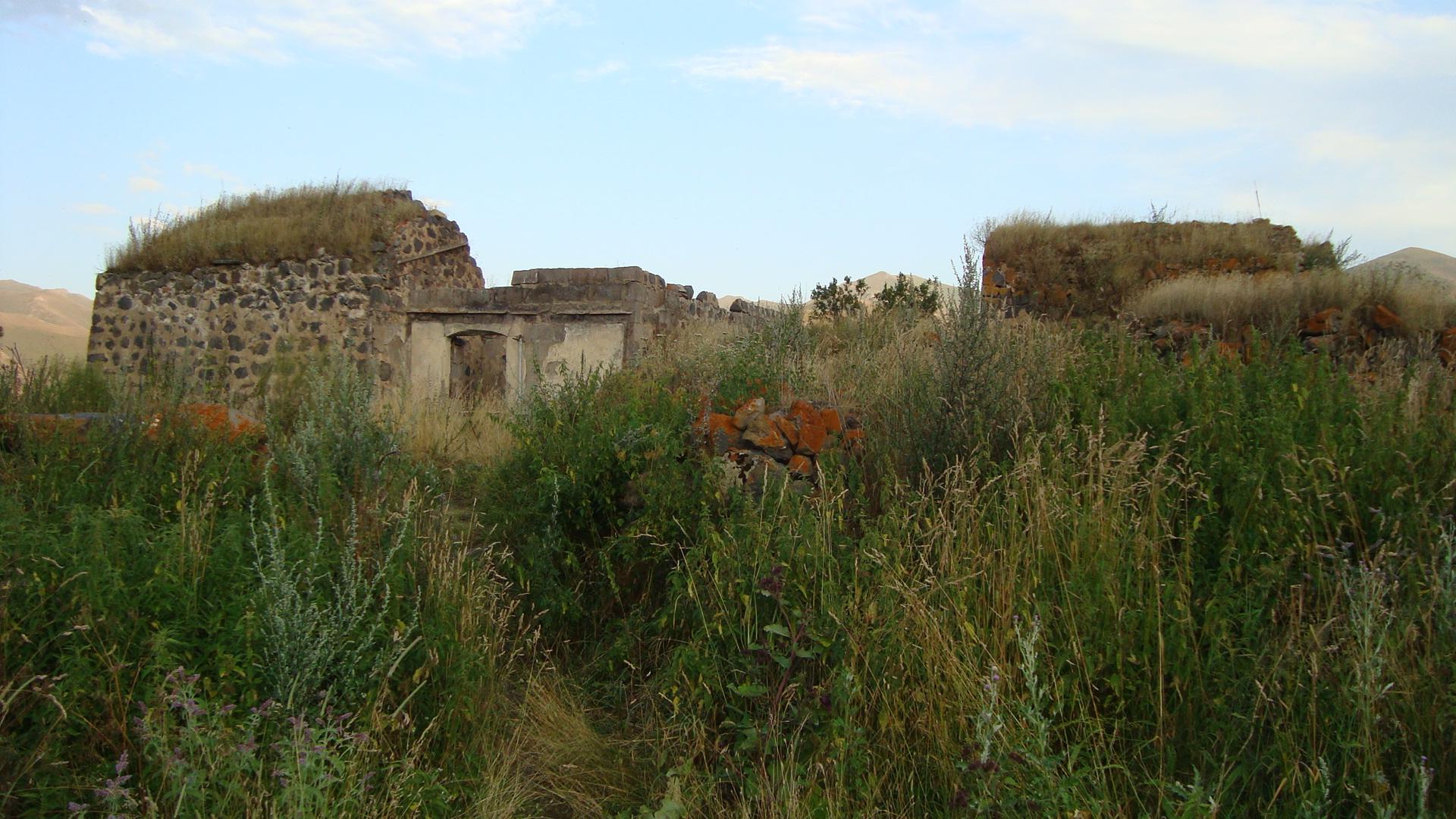
Дві старовинні, відповідно до вірменських джерел, вірменські церкви
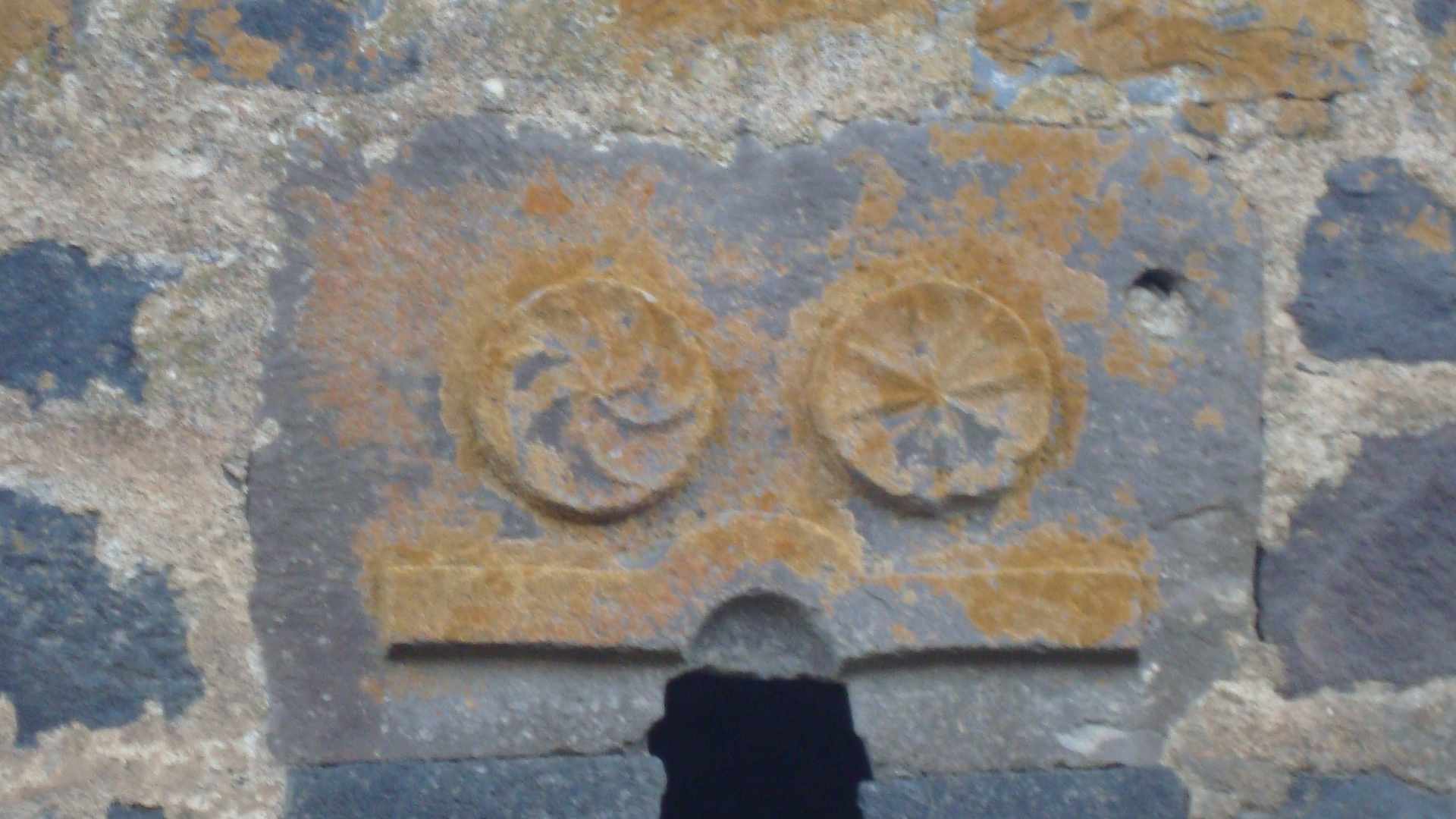
Орнаменти на стіні однієї з церков
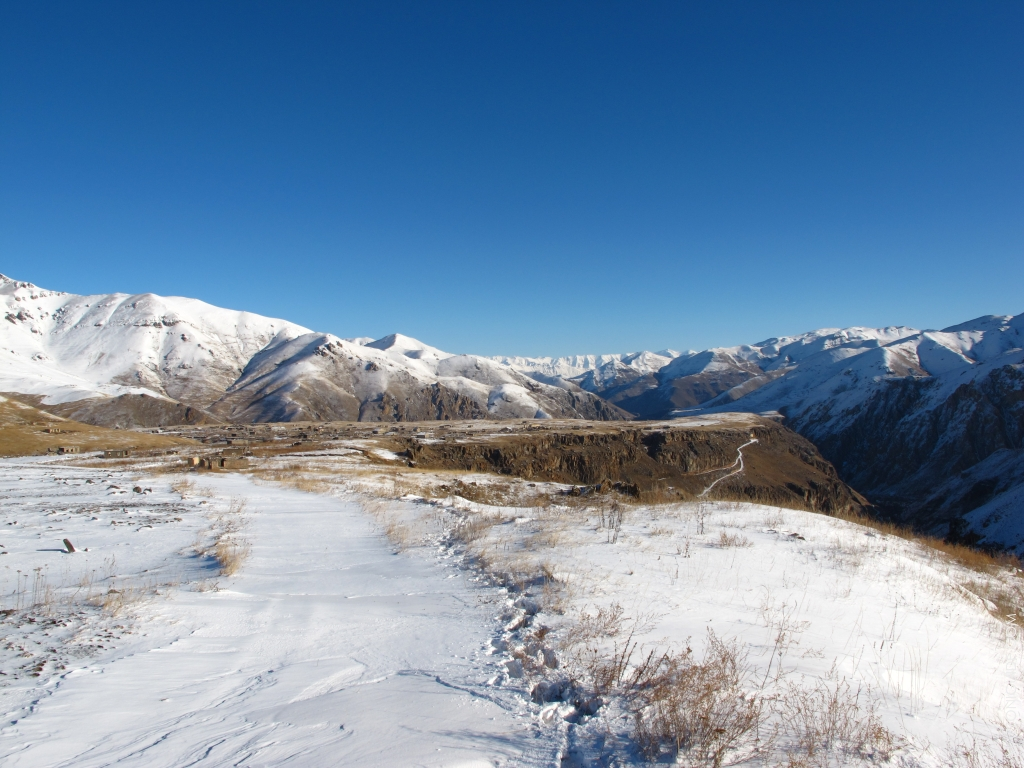
Зарське плато